# Aeroportul Stockton Metropolitan
Aeroportul Stockton Metropolitan (IATA: SCK, ICAO: KSCK, FAA LID: SCK) este un aeroport din California, Statele Unite ale Americii ce deservește zona Stockton. Aeroportul a fost tranzitat în 2019 de 202.312 pasageri. A fost numit după zona deservită.
Situat la o altitudine de 10 m, aeroportul dispune de 2 piste.

## Infrastructură

### Piste
Aeroportul dispune de 2 piste. Pista 11L/29R are suprafața de asfalt și dimensiunile 10.649 picioare × 150 picioare. Pista 11R/29L are suprafața de asfalt și dimensiunile 4.448 picioare × 75 picioare. 